# فن المعجبين

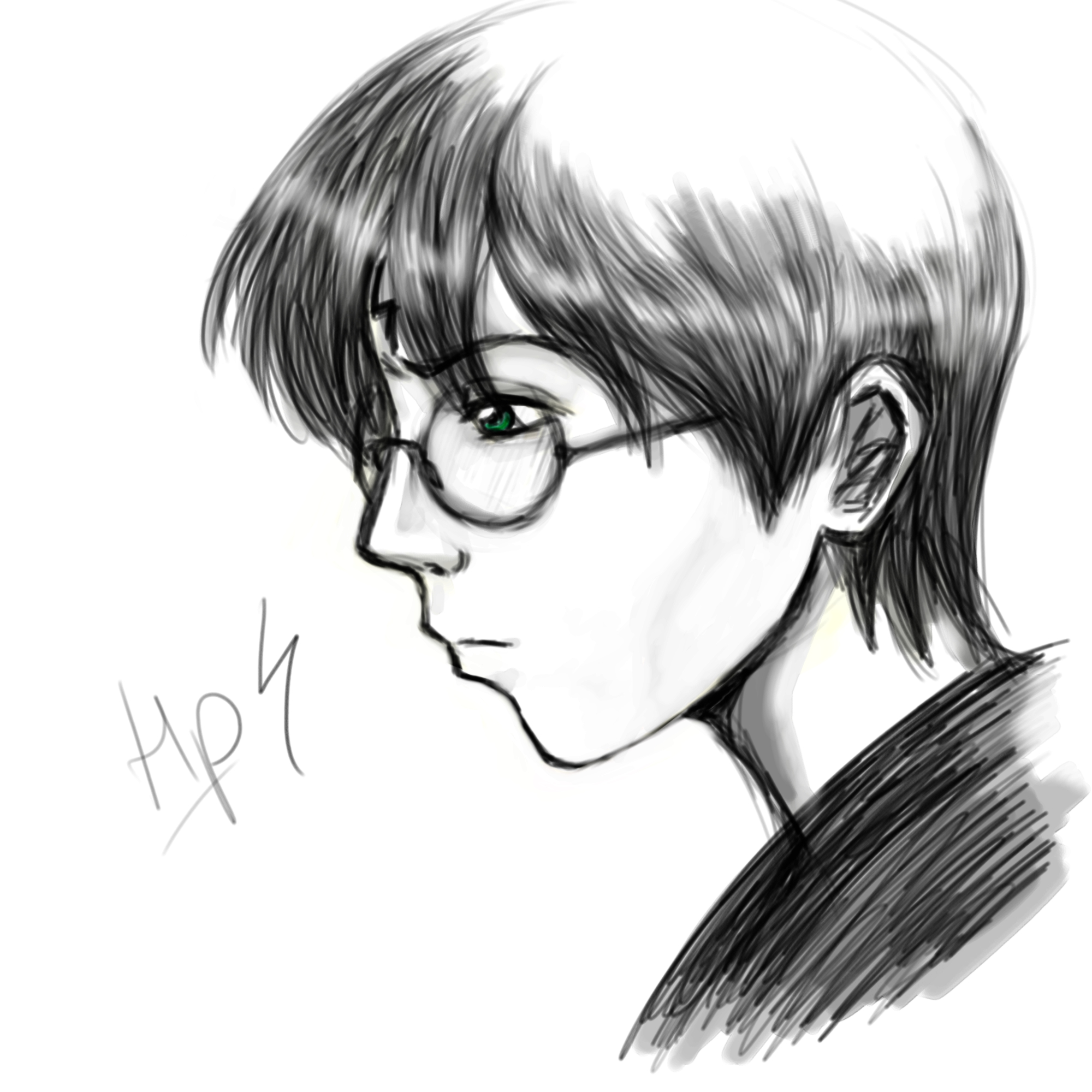
تصوير أحد المعجبين لهاري بوتر

فن المعجبين (بالإنجليزية: Fan art) هو عمل فني تم إنشاؤه بواسطة محبي عمل خيالي ومشتق من شخصية سلسلة أو جانب آخر من هذا العمل. باعتباره عمل من المعجبين، يشير فن المعجبين إلى الأعمال الفنية التي لم يتم إنشاؤها أو (عادة) بتكليف أو اعتماد من قبل مبدعي العمل الذي يشتق منه فن المعجبين.

## وصلات خارجية
- Riendeau، Danielle (18 فبراير 2009). "Fan Art Empowers Queer Women". After Ellen. مؤرشف من الأصل في 2023-11-12. اطلع عليه بتاريخ 2017-01-16.
- FanArt.TV – Fan art website with may different types of fan art for TV shows and music artists
- Game-Art-Hq.Com – Fan art website specialized on video game related fan art
- Fan Art نسخة محفوظة 25 فبراير 2015 على موقع واي باك مشين. Documentary from the web series Off Book
- DeviantArt – ديفيانت آرت calls itself "the world's largest online social community for artists and art enthusiasts" and hosts many fan artists and their art.